# Bockholmen
För andra betydelser, se Bockholmen (olika betydelser).

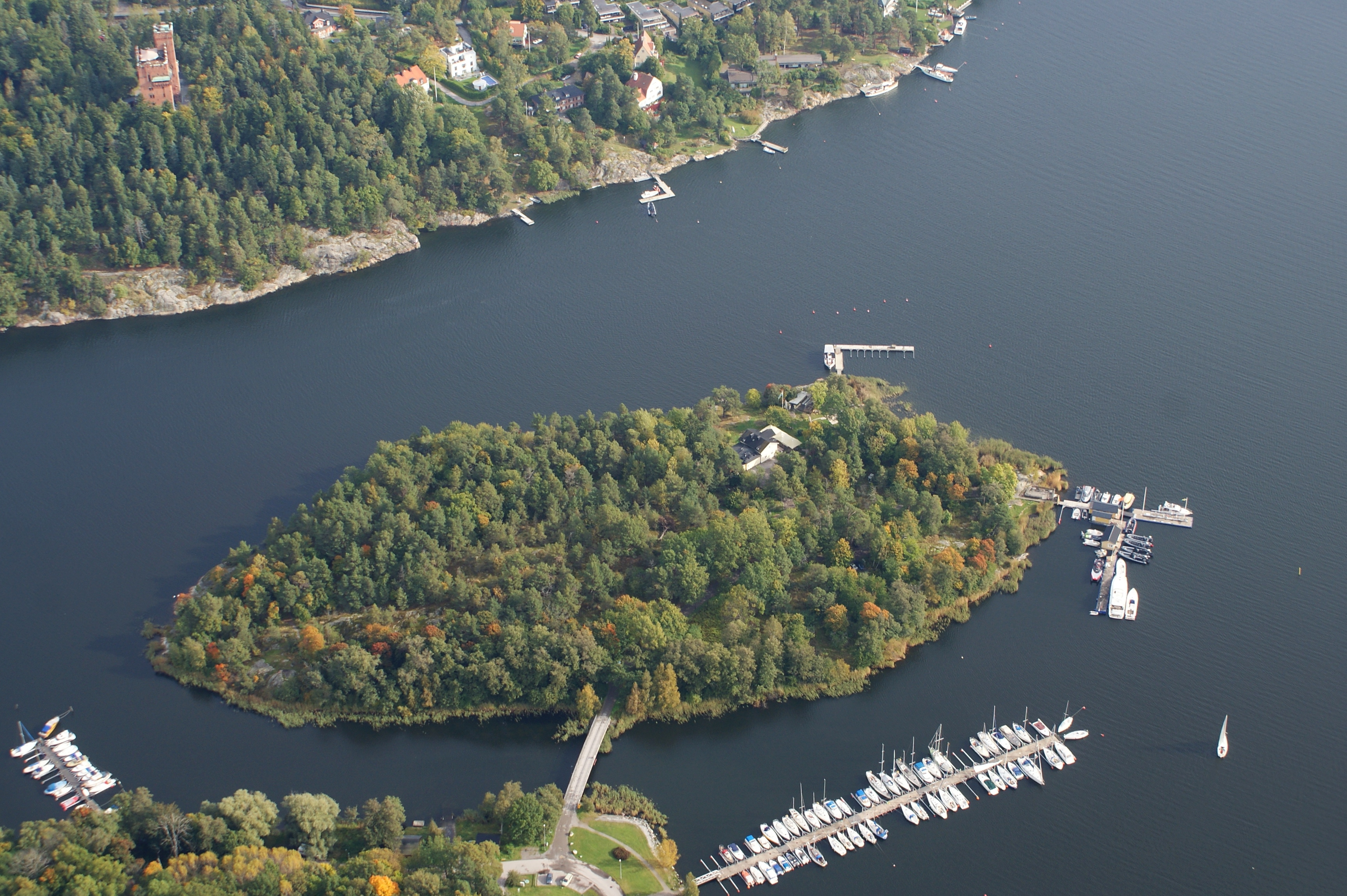
Bockholmen i september 2012.

Bockholmen är en ö i inloppet till Stocksundet och Edsviken, mellan kommunerna Solna, Stockholm och Danderyd. Ön är en del av Bergshamra i Solna kommun och ingår i den Kungliga nationalstadsparken.

## Historik

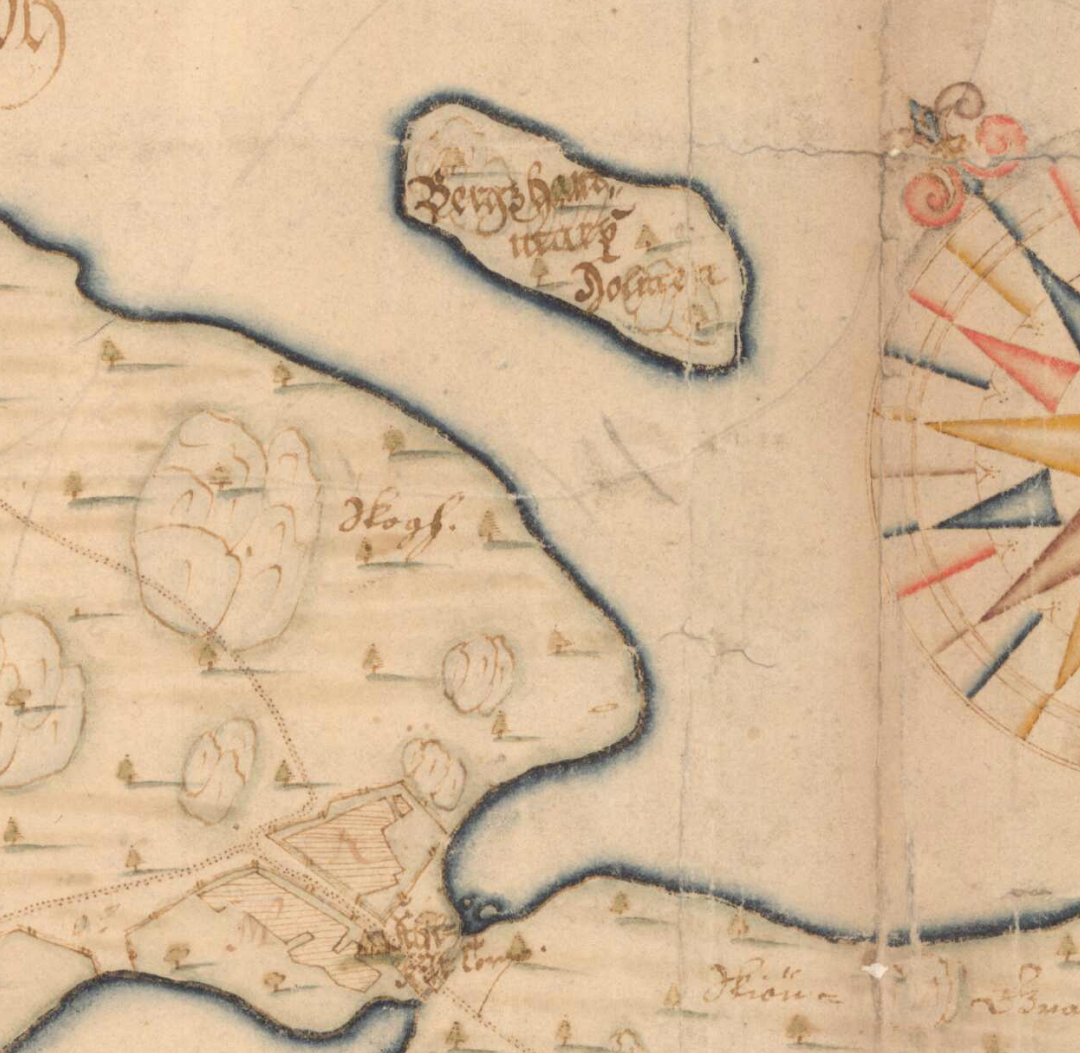
Karta över Bergshamra gård, med Bergshammarsholmen.

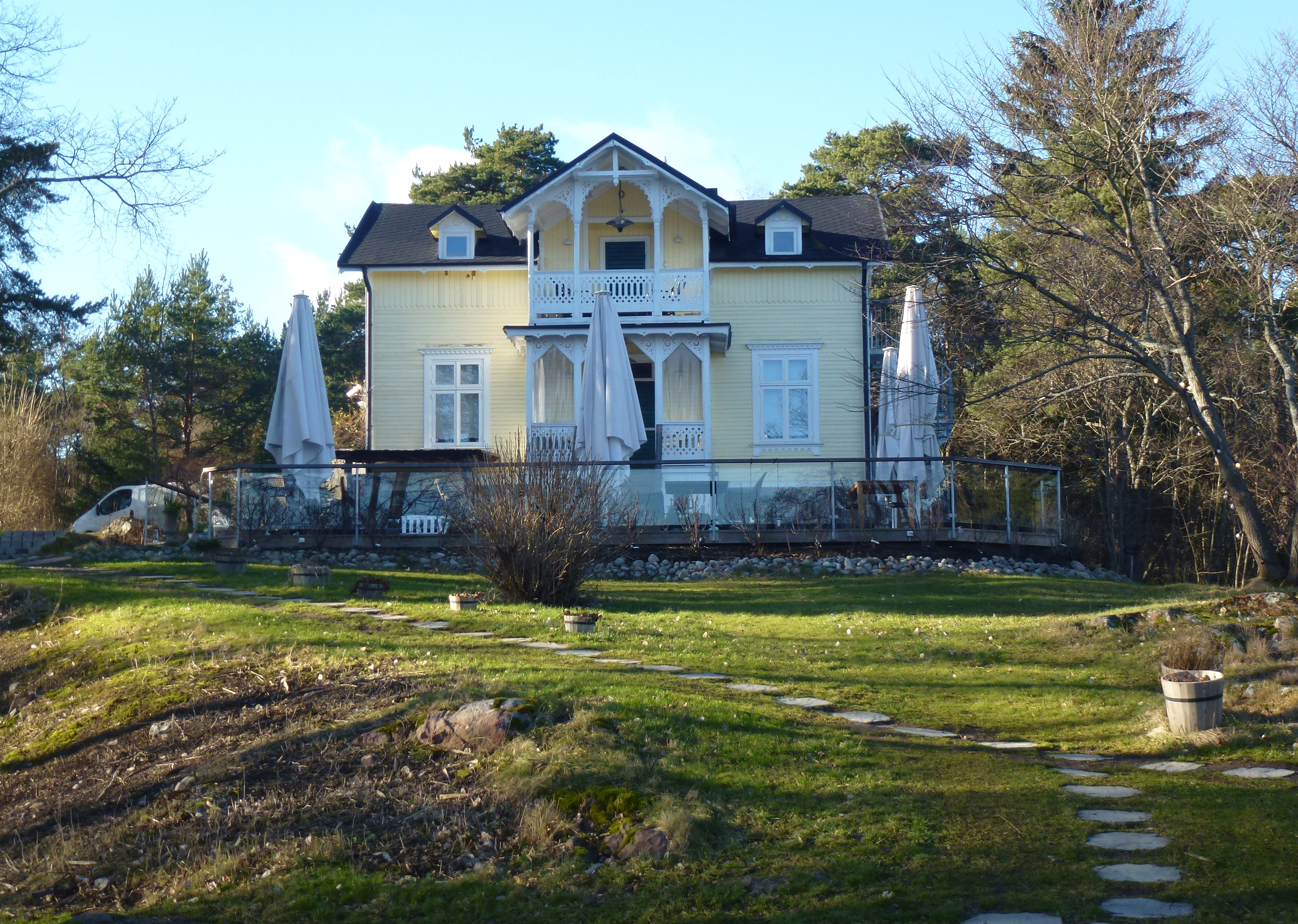
Villan med restaurangen på Bockholmen.

I ett högt läge uppe på berget på Bockholmen ligger två forntida gravar - två låga övertorvade stensättningar, 4,5 respektive 5,5 meter i diameter. De ligger utanför den dåtida bygden och förmodas vara s.k. farledsgravar, ett sista vilorum för sjöfarande som dött vid färd i dessa vatten. Gravarna är sannolikt anlagda någon gång under den yngre järnåldern ca 400-1050 e.Kr.
Ön har i äldre tid tillhört Bergshamra gård. I en ägomätning över Ulriksdals ägor från 1674 benämns holmen som Bergshammarsholmen. I en ågomätning över Bergshamra gård 1709 benämns den som Åhlkisteholmen. Även 1827 heter den Åhlkisteholmen. På en karta från 1863 är det första gången ön benämns Bockholmen.
På Bockholmen uppfördes vid 1800-talets slut två trävillor i snickarglädjestil. Det sägs att kung Oscar II lät bygga ett av husen till en älskarinna. Den ena revs i början av 1970-talet och den kvarvarande ägs av Solna kommun och hyrs ut som restaurang. Det är en 1½-vånings träbyggnad med en öppen tvåvåningsveranda och lövsågeriutsmyckningar. Huset användes som klubbhus för Solna Båtsällskap under en tid och inrymmer idag en restaurang – Bockholmen Hav & Restaurang. Här serveras skandinavisk mat med inspiration från Medelhavet.
Ön når man via en betongbro och runt ön leder en stig, anlagd i slutet på 1970-talet.

## Bockholmen

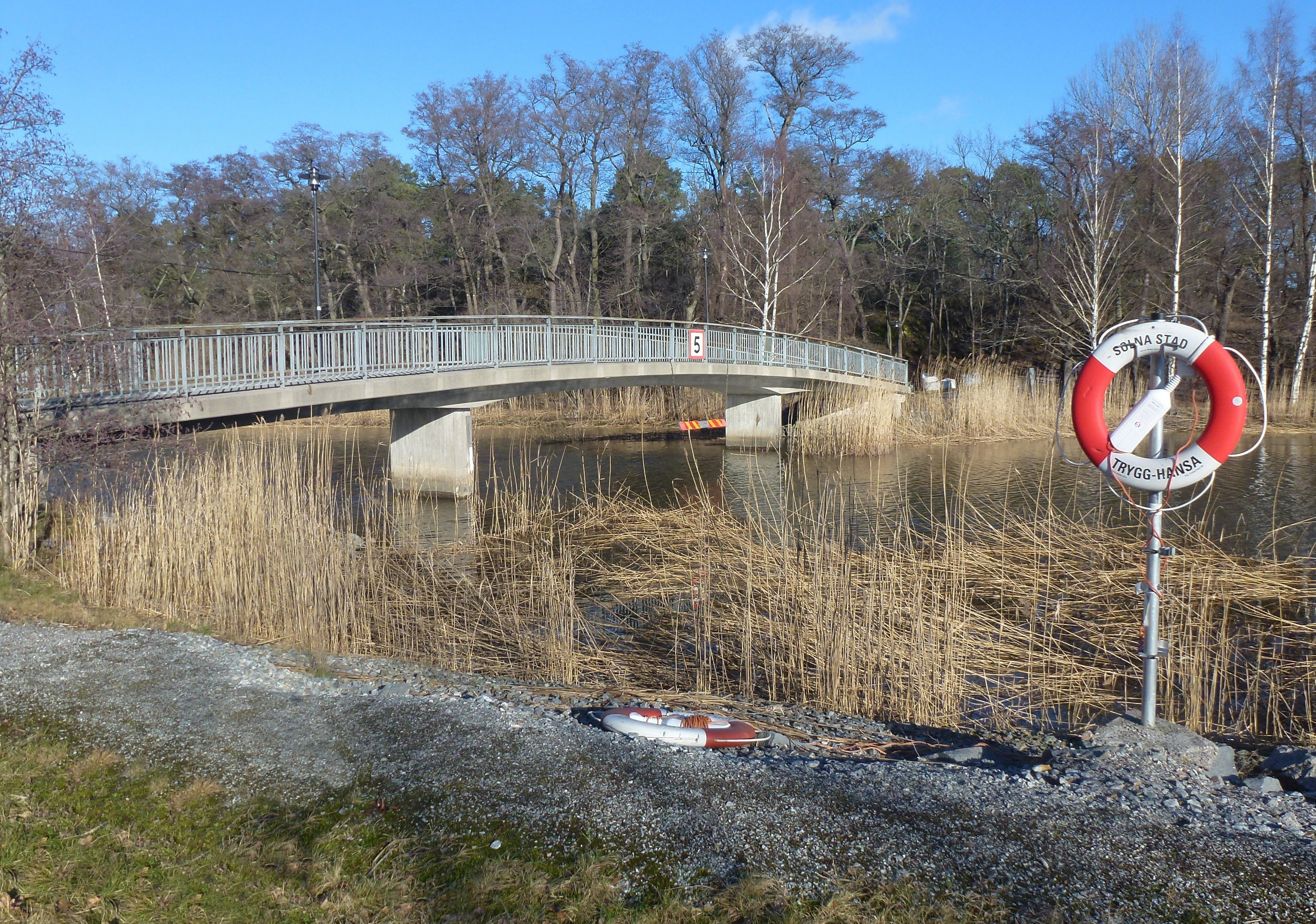
Gångbron till Bockholmen
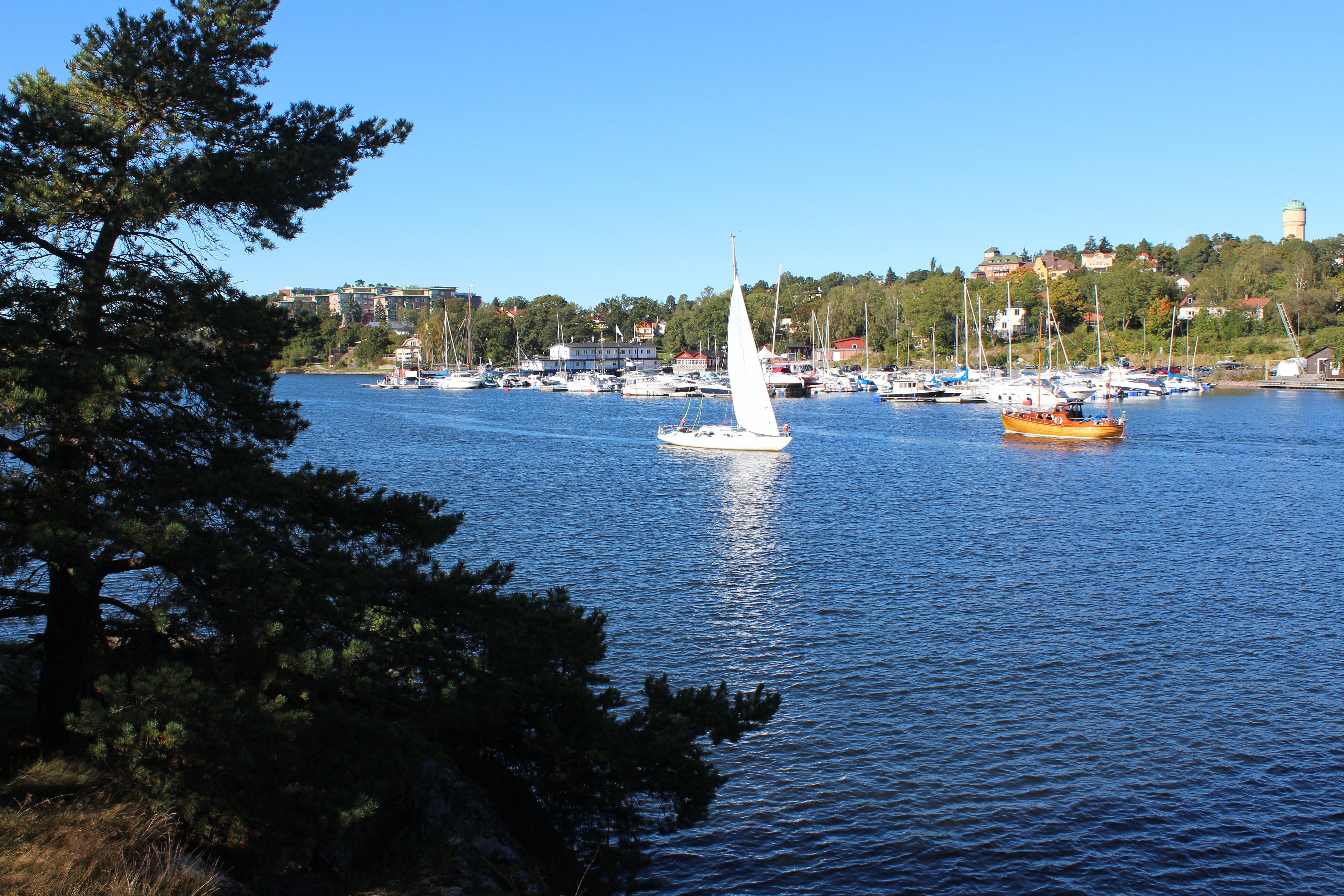
Vy över inloppet till Stocksundet
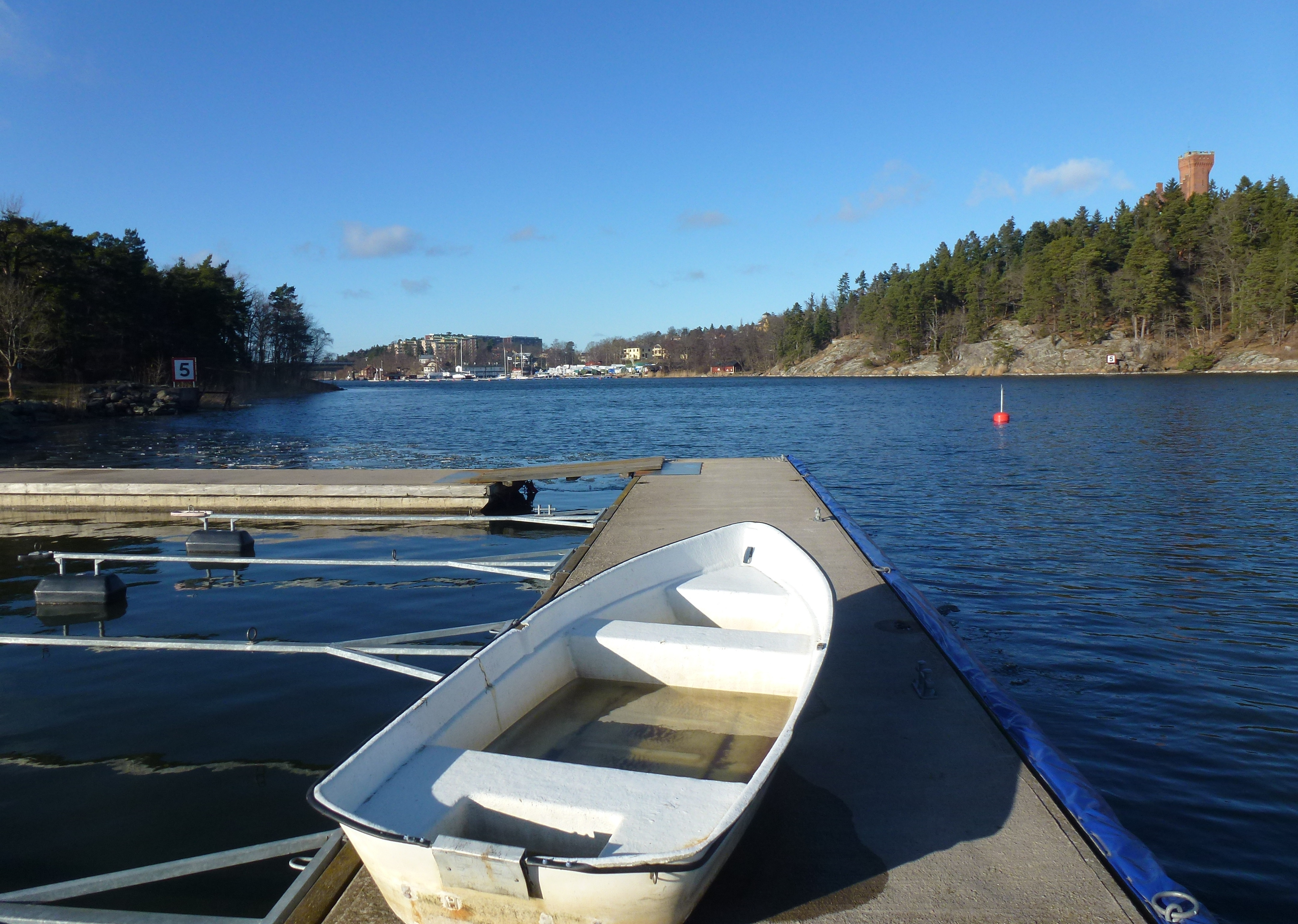
Vy över inloppet till Stocksundet
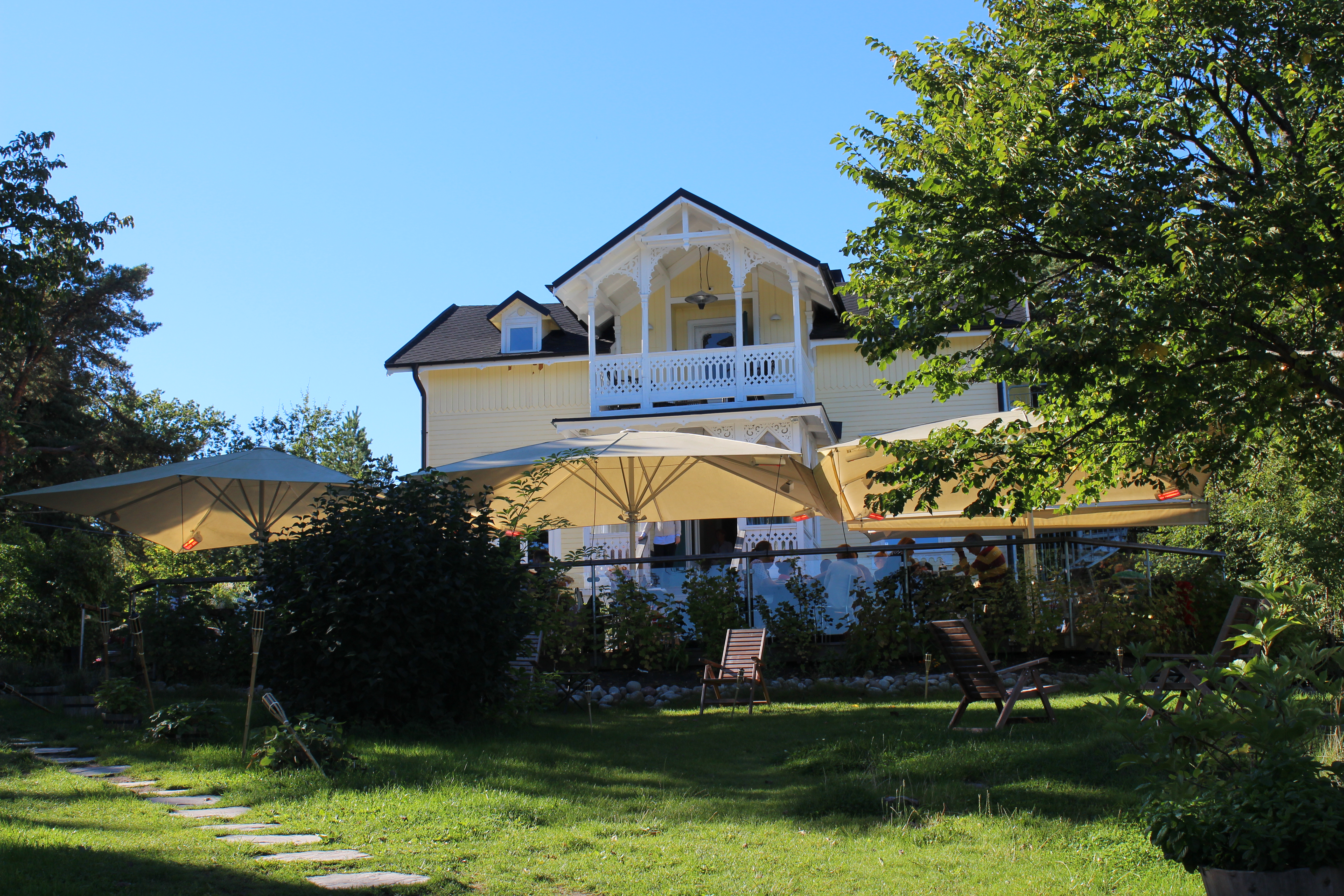
Bockholmen Hav & Restaurang

## Bockholmens stensättning

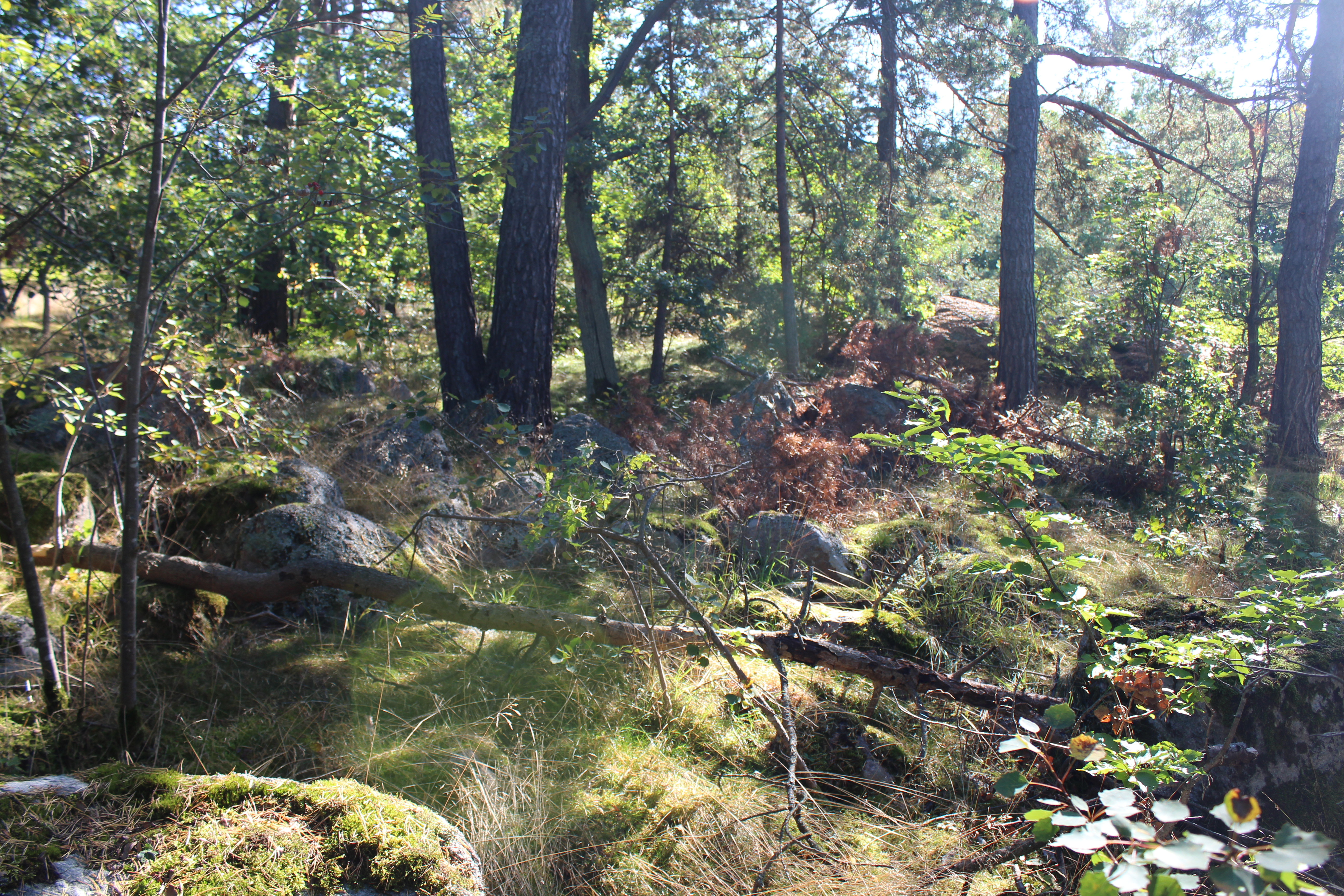
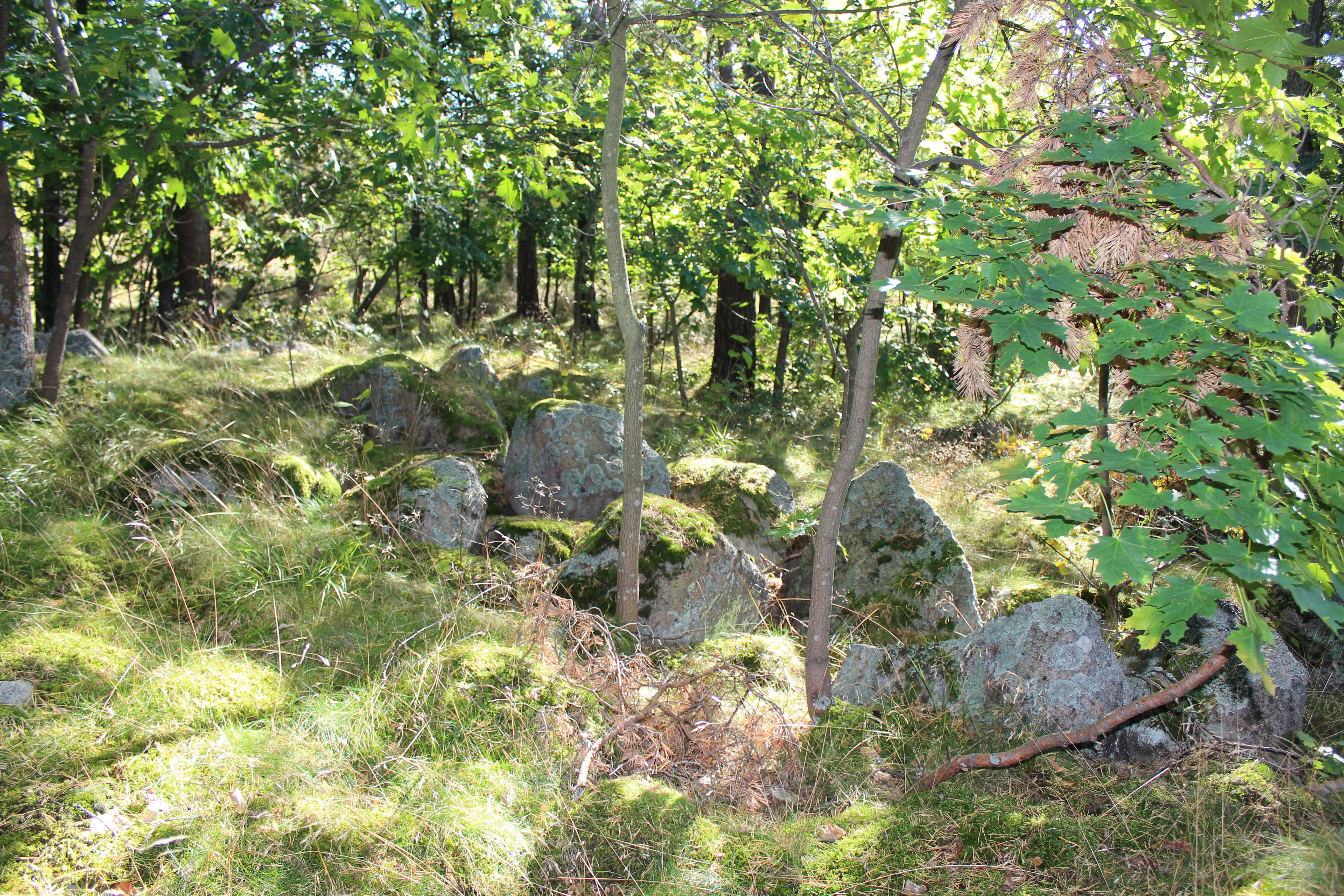
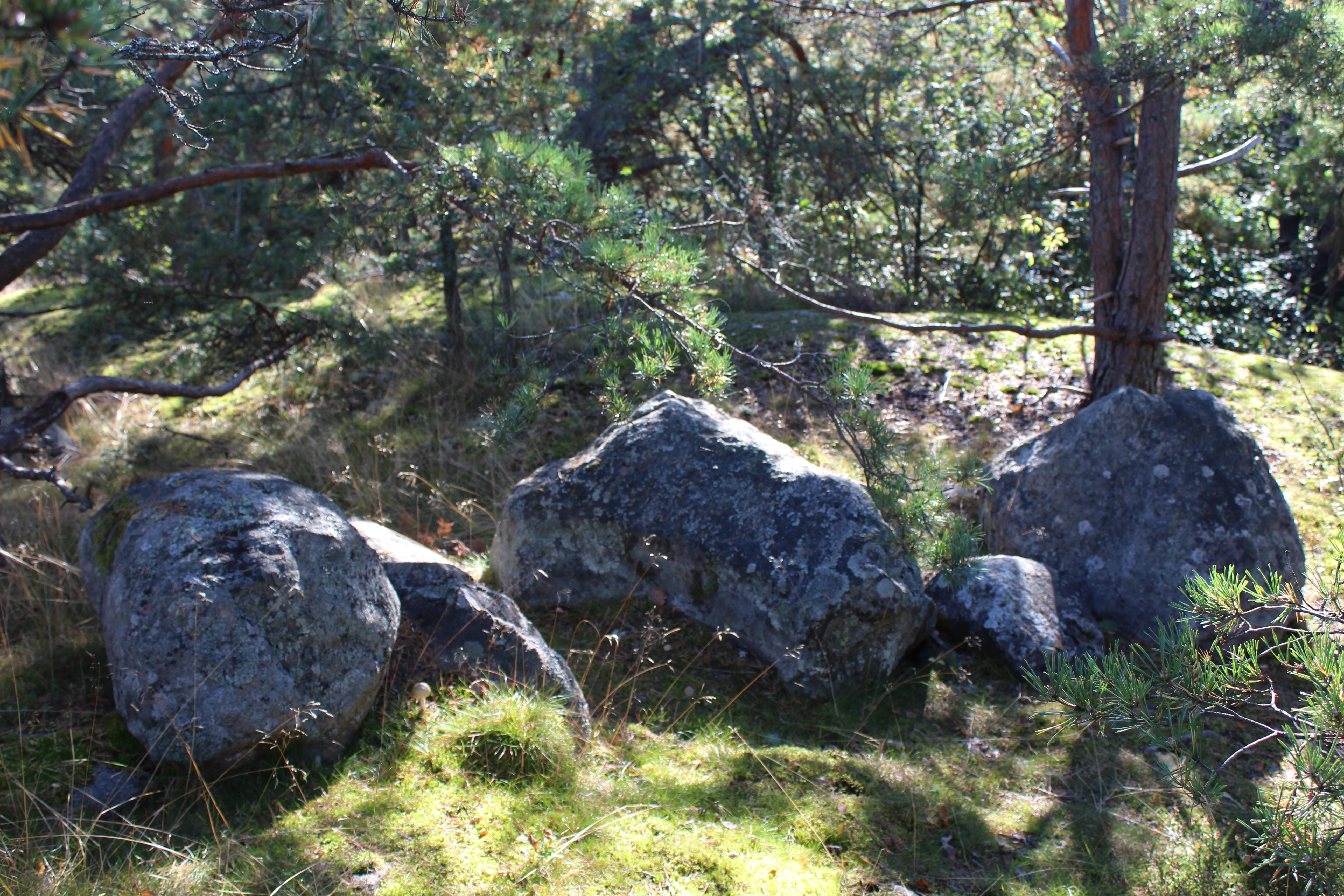
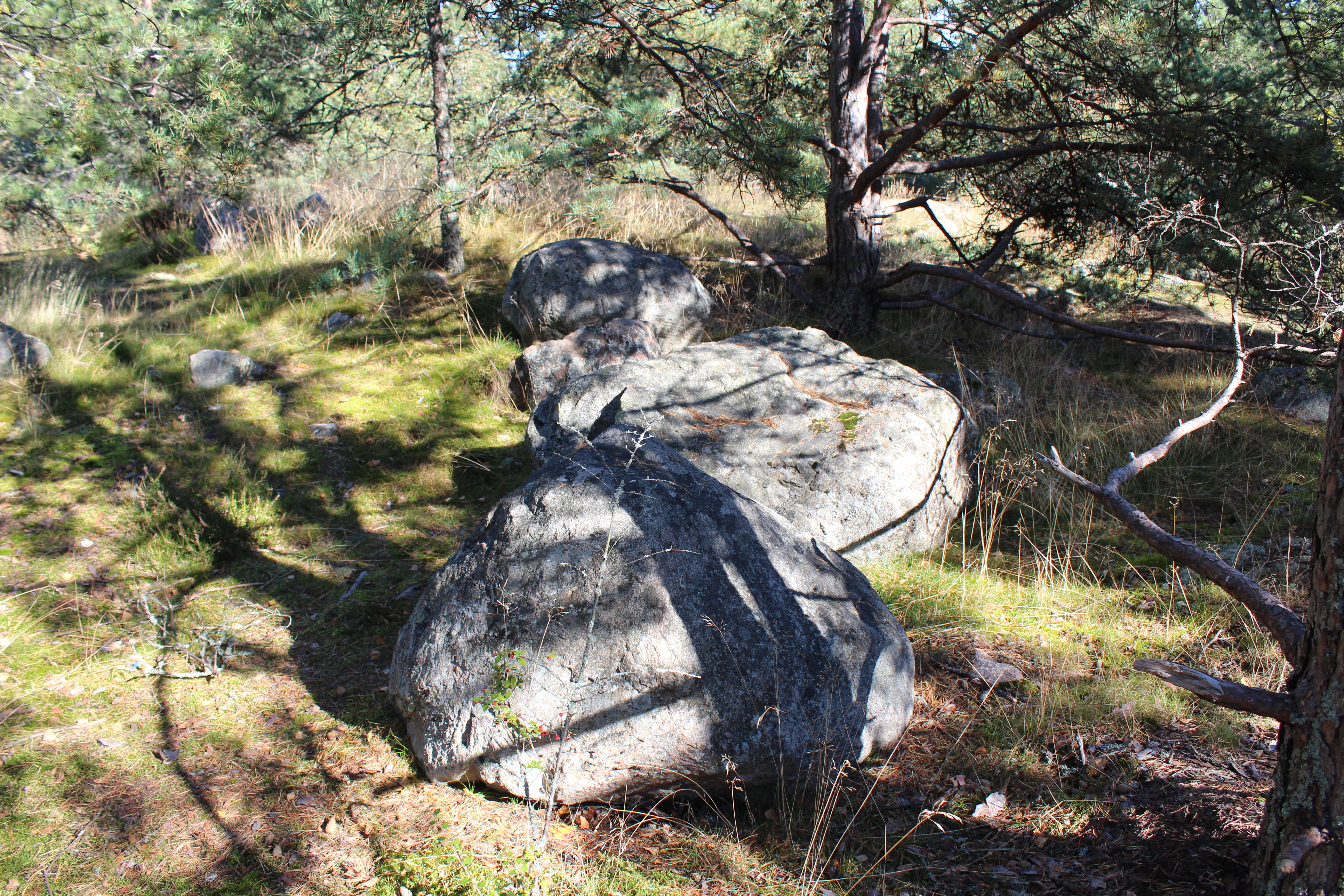